# Filtro de partículas diesel

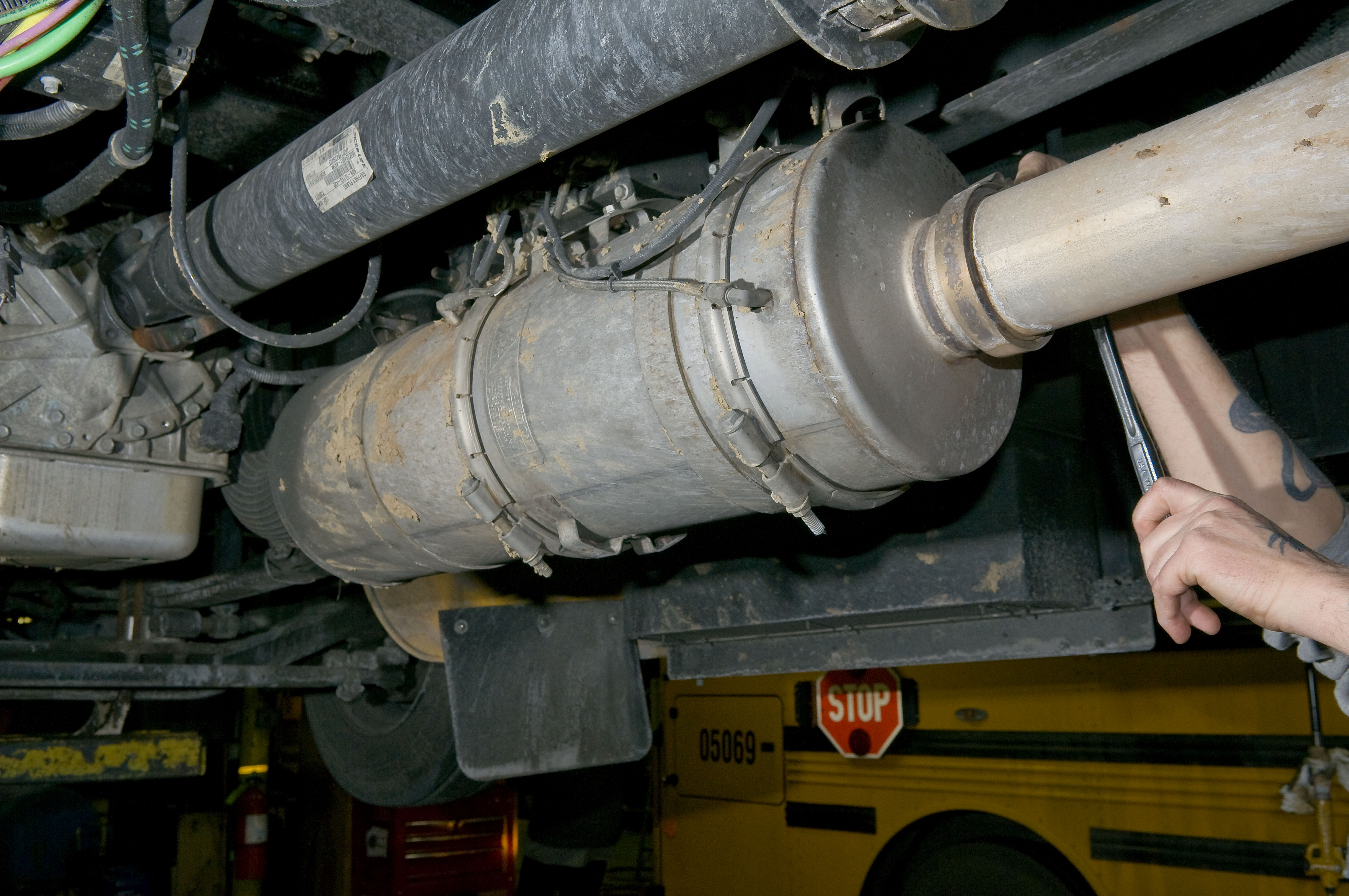
Filtro de partículas diesel de um ônibus escolar

Um filtro de partículas diesel, com a sigla inglesa de DPF, é um dispositivo concebido para remover partículas diesel ou fuligem dos gases de exaustão de um motor diesel.
Este componente é normalmente montado motores diesel para dar cumprimento às regras de consumo e de emissões, especialmente a norma Euro V, atingindo uma eficiência de cerca de 80%.

## História
A filtragem de partículas de diesel foi considerada pela primeira vez na década de 1970 devido a preocupações sobre os impactos das partículas inaladas. Filtros têm sido usados em máquinas fora de estrada desde 1980 e em automóveis desde 1985. Historicamente, as emissões de motores a diesel de médio e grande porte não eram regulamentadas até 1987, quando a primeira regra de caminhões pesados da Califórnia foi introduzida, limitando as emissões a 0,60 g/BHP por hora. Desde então, padrões progressivamente mais rigorosos foram introduzidos. Regulamentações semelhantes também foram adotadas pela União Europeia e por alguns países europeus, pela maioria dos países asiáticos e pelo restante da América do Norte e Sul.
Embora poucas jurisdições tenham explicitamente tornado os filtros obrigatórios, as regulamentações de emissões cada vez mais rigorosas que os fabricantes de motores devem atender indicam que, eventualmente, todos os motores a diesel em circulação serão equipados com eles. Em 2000, antecipando as futuras regulamentações da Euro V, a PSA Peugeot Citroën se tornou a primeira empresa a tornar os filtros padrão em carros de passeio.
Em dezembro de 2008, o Conselho de Recursos do Ar da Califórnia (CARB) estabeleceu a Lei Estadual para Caminhões e Ônibus, que — com variações de acordo com o tipo, tamanho e uso do veículo — exige que caminhões e ônibus pesados a diesel em circulação sejam adaptados, reequipados ou substituídos para reduzir as emissões de material particulado (PM) em pelo menos 85%. Usar filtros de partículas é uma das formas de cumprir essa exigência. Em 2009, a Lei de Recuperação e Reinvestimento dos Estados Unidos forneceu financiamento para ajudar os proprietários a compensar os custos das adaptações a diesel em seus veículos. Outras jurisdições também lançaram programas de adaptação, incluindo: Hong Kong em 2001; a Prefeitura de Tóquio em Japão em 2002; a Cidade do México em 2003; a cidade de Nova Iorque em 2004; Milão e Londres em 2008.
Filtros de partículas inadequadamente mantidos em veículos com motores a diesel são propensos ao acúmulo de fuligem, o que pode causar problemas no motor devido à alta contrapressão. Em 2018, o Reino Unido fez mudanças no controle de qualidade, incluindo uma fiscalização mais rigorosa dos carros a diesel. Um dos requisitos era ter um filtro de partículas diesel (DPF) devidamente instalado e funcionando. Conduzir sem um DPF poderia resultar em uma multa de £1000.

## Variantes

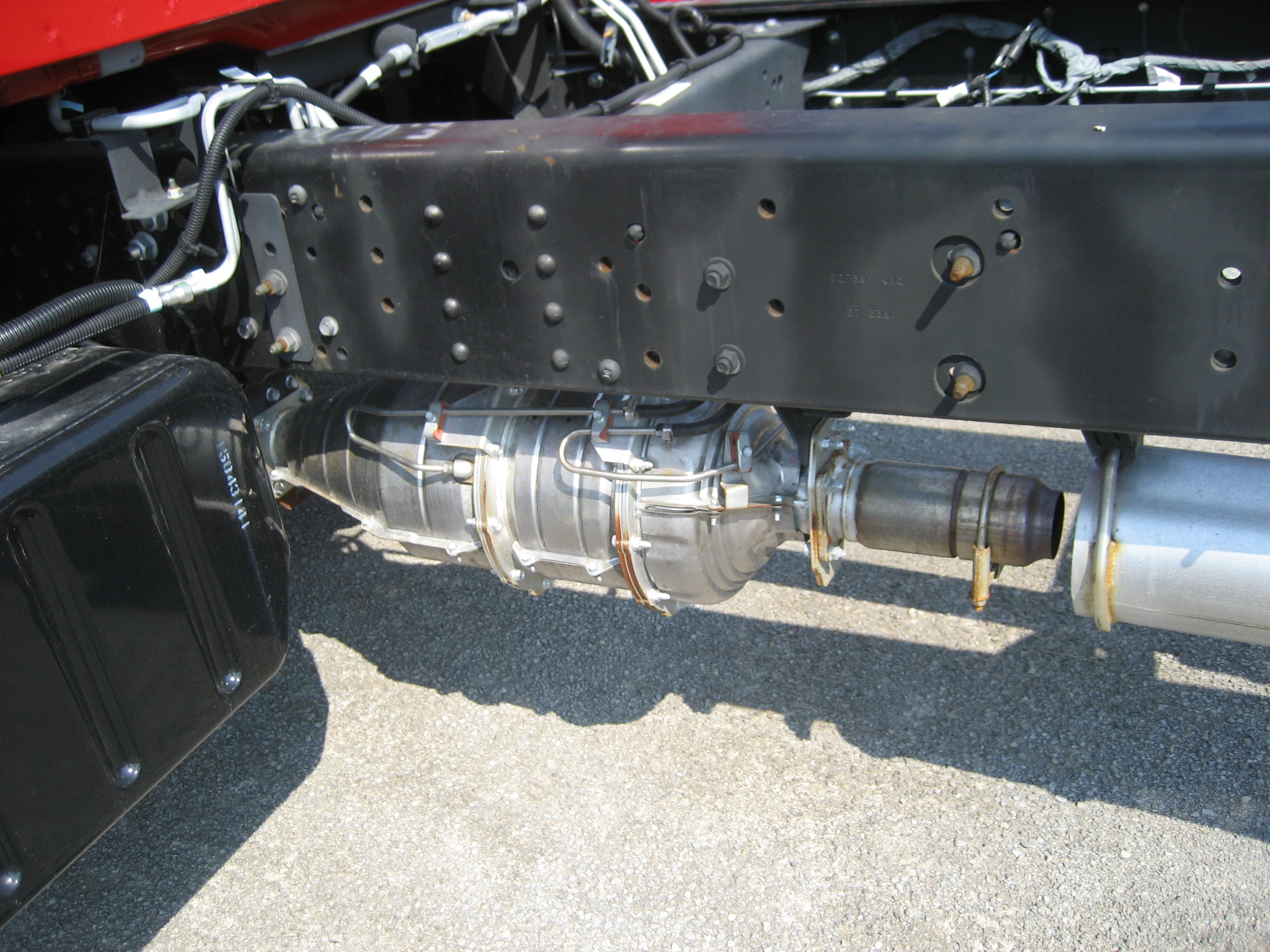
Filtro de partículas diesel em um GM 7.8 Isuzu

Diferente de um catalisador, um DPF retém partículas maiores dos gases de escape forçando o gás a passar pelo material do filtro antes de sair; no entanto, o DPF não retém partículas pequenas. Os filtros sem necessidade de manutenção oxidam ou queimam partículas maiores até que sejam pequenas o suficiente para passar pelo filtro, embora elas frequentemente se aglomerem.

### Cordierita
O filtro mais comum é feito de cordierita (um material cerâmico que também é usado como suporte de catalisadores). Ele oferece excelente eficiência de filtragem, é relativamente barato e fácil instalação no veículo. A maior desvantagem é que a cordierita tem um ponto de fusão relativamente baixo (cerca de 1200 °C) e os substratos podem derreter. Isso é um problema principalmente se o filtro estiver mais carregado do que o normal. Os núcleos dos filtros de cordierita se parecem com os de catalisadores que tiveram canais alternados bloqueados – os bloqueios forçam o fluxo dos gases de escape através da parede e as partículas se acumulam na face de entrada.

### Carboneto de silício
O segundo material de filtro mais popular é o carboneto de silício (SiC). Ele tem um ponto de fusão mais alto (2700 °C) do que a cordierita, porém, não é tão estável termicamente, o que torna a embalagem um problema. Pequenos núcleos de SiC são feitos de uma única peça, enquanto núcleos maiores são feitos em segmentos, que são separados por uma cola especial para que a expansão térmica do núcleo seja absorvida. Os núcleos de SiC geralmente são mais caros do que os de cordierita, no entanto, são fabricados em tamanhos semelhantes, e um pode muitas vezes substituir o outro. Os núcleos também se parecem com os de catalisadores que tiveram canais alternados bloqueados – novamente, os bloqueios forçam o fluxo dos gases de escape através da parede, e as partículas se acumulam na face de entrada. As características desse filtro são: ampla faixa de filtragem (os diâmetros das partículas filtradas são de 0,2–150 μm); alta eficiência de filtragem (podendo chegar a 95%); alta refratariedade; e alto ponto de ebulição.

### Fibra cerâmica
Esses filtros são feitos de vários tipos diferentes de fibras cerâmicas que são misturadas para formar um meio poroso. Este meio pode ser moldado em quase qualquer forma e pode ser personalizado para várias aplicações. A porosidade pode ser controlada. Filtros fibrosos têm a vantagem de produzir menor contrapressão e removem quase completamente as partículas de carbono, incluindo partículas finas com menos de 100 nanômetros (nm) de diâmetro. Como o fluxo contínuo de fuligem para o filtro eventualmente o bloquearia, é necessário "regenerá-lo" regularmente. A queima de fuligem forma pequenas quantidades de água e CO2.

### Fibra metálica
Alguns núcleos são feitos de fibras metálicas – geralmente, as fibras são "tecidas" em um monólito. Esses núcleos têm a vantagem de permitir que uma corrente elétrica seja passada através do monólito para aquecer o núcleo para fins de regeneração, permitindo que o filtro se regenere em baixas temperaturas. Eles tendem a ser mais caros do que núcleos de cordierita ou carboneto de silício e geralmente não são intercambiáveis devido à necessidade elétrica.

### Papel
Núcleos descartáveis de papel são usados em certas aplicações especializadas, sem uma estratégia de regeneração. Minas de carvão são usuárias comuns – o gás de escape geralmente passa primeiro por uma armadilha de água para resfriá-lo e depois pelo filtro. Eles também são usados quando uma máquina a diesel deve ser utilizada em ambientes internos por curtos períodos, como em uma empilhadeira usada para instalar equipamentos dentro de uma loja.

### Filtros parciais
Existem diversos dispositivos que produzem mais de 50% de filtragem de material particulado, mas menos de 85%. Filtros parciais são feitos de uma variedade de materiais. A única característica comum entre eles é que produzem mais contrapressão do que um catalisador e menos do que um filtro de partículas diesel.

## Segurança
Em 2011, a Ford fez o recall de 37.400 caminhões da linha F-Series com motores a diesel, após vazamentos de combustível e óleo causarem incêndios nos filtros de partículas desses veículos. Nenhum ferimento foi registrado antes da substituição, embora um incêndio em uma área de grama tenha sido iniciado. Um erro semelhante foi emitido para os modelos Jaguar S-Type e XJ a diesel de 2005–2007, onde grandes quantidades de fuligem ficaram presas no DPF. Nos veículos afetados, fumaça e fogo emanavam da parte inferior do veículo, acompanhados de chamas no escape. O calor do incêndio podia causar aquecimento até o interior, derretendo componentes internos e potencialmente causando incêndios.